# وادي الليل (وادي)
وادي الليل وادي بشمال غربي الجمهورية التونسية، يقع عليه سد بني مطير.

### مواضيع ذات علاقة
- سد بني مطير.